# Championnat d'Angleterre de football 1900-1901
Navigation
Édition précédente Édition suivante
La 13e édition du championnat d'Angleterre de football est remportée par Liverpool. 
C’est le premier titre du club de Liverpool Football Club, le premier d’une longue série.
Le club d'Aston Villa, double champion en titre, réalise une bien mauvaise saison, terminant à une peu honorable 15e place.
Autre évènement  majeur du championnat la descente en deuxième division de Preston North End le premier champion d’Angleterre de la Football League. 
Avec 23 buts,  Steve Bloomer l’attaquant de Derby County remporte son quatrième titre de meilleur buteur.

## Les clubs de l'édition 1900-1901
| Club                    | Ville          |
| ----------------------- | -------------- |
| Aston Villa             | Birmingham     |
| Blackburn Rovers        | Blackburn      |
| Bolton Wanderers        | Bolton         |
| Bury FC                 | Bury           |
| Derby County            | Derby          |
| Everton FC              | Liverpool      |
| Liverpool FC            | Liverpool      |
| Manchester City         | Manchester     |
| Newcastle United        | Newcastle      |
| Notts County            | Nottingham     |
| Nottingham Forest       | Nottingham     |
| Preston North End       | Preston        |
| Sheffield United        | Sheffield      |
| Stoke City              | Stoke-on-Trent |
| Sunderland AFC          | Sunderland     |
| The Wednesday           | Sheffield      |
| West Bromwich Albion    | Birmingham     |
| Wolverhampton Wanderers | Wolverhampton  |

## Classement
| Rang | Équipe                  | Pts | J  | G  | N  | P  | Bp | Bc | Diff |
| ---- | ----------------------- | --- | -- | -- | -- | -- | -- | -- | ---- |
| 1    | Liverpool FC            | 45  | 34 | 19 | 7  | 8  | 59 | 35 | +24  |
| 2    | Sunderland AFC          | 43  | 34 | 15 | 13 | 6  | 57 | 26 | +31  |
| 3    | Notts County            | 40  | 34 | 18 | 4  | 12 | 54 | 46 | +8   |
| 4    | Nottingham Forest       | 39  | 34 | 16 | 7  | 11 | 53 | 36 | +17  |
| 5    | Bury FC                 | 39  | 34 | 16 | 7  | 11 | 53 | 37 | +16  |
| 6    | Newcastle United        | 38  | 34 | 14 | 10 | 10 | 42 | 37 | +5   |
| 7    | Everton FC              | 37  | 34 | 16 | 5  | 13 | 55 | 42 | +13  |
| 8    | The Wednesday           | 36  | 34 | 13 | 10 | 11 | 52 | 42 | +10  |
| 9    | Blackburn Rovers        | 33  | 34 | 12 | 9  | 13 | 39 | 47 | -8   |
| 10   | Bolton Wanderers        | 33  | 34 | 13 | 7  | 14 | 39 | 55 | -16  |
| 11   | Manchester City         | 32  | 34 | 13 | 6  | 15 | 48 | 58 | -10  |
| 12   | Derby County            | 31  | 34 | 12 | 7  | 15 | 55 | 42 | +13  |
| 13   | Wolverhampton Wanderers | 31  | 34 | 9  | 13 | 12 | 39 | 55 | -16  |
| 14   | Sheffield United        | 31  | 34 | 12 | 7  | 15 | 35 | 52 | -17  |
| 15   | Aston Villa             | 30  | 34 | 10 | 10 | 14 | 45 | 51 | -6   |
| 16   | Stoke City              | 27  | 34 | 11 | 5  | 18 | 46 | 57 | -11  |
| 17   | Preston North End       | 25  | 34 | 9  | 7  | 18 | 49 | 75 | -26  |
| 18   | West Bromwich Albion    | 22  | 34 | 7  | 8  | 19 | 35 | 62 | -27  |

|  | Champion d'Angleterre |
|  | Relégation            |

### Meilleur buteur
- Steve Bloomer, Derby County  23 buts

## Bilan de la saison
| Tableau d'Honneur                    |                   |
| Compétition                          | Vainqueur         |
| Championnat d'Angleterre de football | Liverpool FC      |
| Coupe d'Angleterre de football       | Tottenham Hotspur |

| Promotions et relégations |                                        |
| Promus                    | Grimsby Town Small Heath               |
| Relégués                  | Preston North End West Bromwich Albion |

## Sources
- Classement sur rsssf.com